# Lidia Poggio
Lidia Poggio (n. 1945, Buenos Aires) es una bioquímica, y genetista argentina. Posee un doctorado en Ciencias Biológicas, por la Universidad de Buenos Aires, profesora titular en la Facultad de Ciencias Exactas y Naturales (UBA), e investigadora principal del CONICET.
Ha realizado estancias, como profesora e investigadora, en diversos Centros de Investigación: Harvard University, (EE. UU.); Real Jardín Botánico de Kew (Inglaterra); Universidad Complutense de Madrid, España; Centro de Biología Celular, Madrid; Universidad de Viena, Austria; Universidad de Alcalá de Henares Madrid; Universidad Autónoma de Madrid (España); Universidad Nacional Autónoma de México; Plant Biotechnology Centre, La Trobe University, Australia.
Actualmente dirige el Laboratorio de Citogenética y Evolución Vegetal en el Departamento de Ecología, Genética y Evolución, de la UBA, donde dicta desde hace 25 años el curso de Genética Evolutiva. Ha dictado más de 20 cursos de postgrado de citogenética y evolución en la UBA y en distintos centros del interior de Argentina.
Ha dirigido tesis de grado y postgrado en la UBA, formado numerosos discípulos en citogenética y evolución vegetal. Ha publicado 110 trabajos en Revistas nacionales e internacionales, y capítulos de obras de difusión internacional. Ha dictado más de 40 conferencias en el país y en el extranjero sobre temas de su especialidad. Desde siempre se ha dedicado a la citogenética en aspectos básicos y aplicados en plantas de interés económico y en la última década ha incorporado técnicas de citogenética molecular (hibridación in situ) que representan un importante aporte a la resolución de problemas sistemáticos, evolutivos y biotecnológicos.

## Algunas publicaciones
- verónica v. Lia, viviana a. Confalonieri, norma Ratto, julián a. Cámara Hernández, ana m. Miante Alzogaray, lidia Poggio, terence a. Brown. 2007. Microsatellite typing of ancient maize: insights into the history of agriculture in southern South America. Proc. Biol. Sci. 274 (1609): 545–554 artículo en línea

- ------------------, ---------------------------, lidia Poggio. 2007b. B Chromosome Polymorphism in Maize Landraces: Adaptive vs. Demographic Hypothesis of Clinal Variation. Genetics 177 (2): 895–904

- a.m. Chiavarino, m. González Sánchez, lidia Poggio, j. Puertas, m. Rosato et al. 2001a. Is maize B chromosome preferential fertilization controlled by a single gene? Heredity 86: 743–748

- maría cecilia j. Bottini, a. de Bustos Rodríguez, n. Jouvé de la Barreda, lidia Poggio. 2001b. AFLP characterization of natural patagonian population of Berberis (Berberidaceae). Plant Syst. Evol. 231: 133-142

- --------------------------, -----------------------------, Andrea m. Sanso, n. Jouvé de la Barreda, lidia Poggio. 2001c. Phylogenetic relationships in Patagonian species of Berberis (Berberidaceae) based on ITS1, ITS2 and 5.8S DNA sequence data. The Botanical Journal of Linnean Society 153, 321-328

- --------------------------, e.j. Greizerstein, ldia Poggio. 2000a. Estudios electroforéticos de proteínas seminales (SDS-page) en las especies patagónicas del género Berberis (Berberidaceae). Bol. Soc. Argent. Bot. 35(3-4): 245-258

- --------------------------, -------------------, m.b. Aulicino, lidia Poggio. 2000b. Relationships among the genome size, environmental conditions and geographical distribution in natural populations of NW patagonian species of Berberis L. (Berberidaceae). Annals of Botany, 86(3): 565-573

- lidia Poggio, v. Confalonieri, c. Comas, g. González, c.a. Naranjo. 2000c. Evolutionary relationships in the genus Zea: analysis of repetitive sequences used as cytological FISH and GISH markers. Genetics and Molecular Biology (Brasil) 23 (4 ): 1021-1027

- maría cecilia j. Bottini, a. de Bustos Rodríguez, lidia Poggio. 1999a. Ploidy levels and their relationships with the rainfall in several populations of patagonian species of Berberis L. Caryologia, 52 (1-2): 75-80

- lidia Poggio, v. Confalonieri, c. Comas, a. Cuadrado, n. Jouve, c.a. Naranjo. 1999b. Genomic «in situ» hybridization (GISH) of Tripsacum dactyloides and Zea mays ssp. mays with B-chromosomes. Genome 42: 687-691

- --------------, -------------------, -----------, g. González, c.a. Naranjo. 1999c. Genomic affinities of Zea luxurians, Z. diploperennis and Z. perennis: meiotic behaviour of their F1 hybrids and genomic «in situ» hybridization (GISH). Genome 42: 993-1000

- --------------, m. Rosato, a.m. Chiavarino, c.a. Naranjo. 1998a. Genome size and environmental correlations in maize (Zea mays ssp. mays, Poaceae). Ann. Bot. 82: 107–115 resumen en línea

- maría cecilia j. Bottini, maría cristina Orsi, e.j. Greizerstein, lidia Poggio. 1998b. Relaciones fenéticas entre las especies del género Berberis del NO de la Región Patagónica. Darwiniana 35(1-4): 115-127

- marcela Rosato, amilcar Chiavarino, carlos a. Naranjo, julián a. Cámara Hernández, lidia Poggio. 1998c. Genome Size and Numerical Polymorphism for the B Chromosome In Races of Maize (Zea mays ssp. mays, Poaceae). American Journal of Botany 85 (2) : 168-174

- lidia Poggio, m. Rosato, a.m. Chiavarino, c.a. Naranjo. 1998d. Genome size and environmental correlations in maize (Zea mays ssp. mays). Annals of Botany (UK) 82 Suppl. A: 107-1

- a.m. Chiavarino, m. Rosato, p. Rosi, lidia Poggio, c.a. Naranjo. 1998e. Localization of the genes controlling B chromosome transmission rate in maize (Zea mays ssp. mays, Poaceae). Am. J. Bot. 85: 1581–1585

- maría cecilia j. Bottini, e.j. Greizerstein, lidia Poggio. 1997a. Números cromosómicos y contenido de ADN de cuatro especies patagónicas del género Berberis (Berberidaceae). Bol. Soc. Argent. Bot. 32 (3-4): 235-239

- lidia Poggio, e. Greizerstein, l. Dopchiz, maría c.j. Bottini, m.r. Ferrari, c.a. Naranjo. 1997b. Nuclear genome size in several South American genus. Kew Angiosperm Genome Size Discussion Meeting. Jodrell Laboratory. Royal Botanic Gardens, Kew

- --------------, m. Rosato, c.a. Naranjo. 1997c. Meiotic behavior in alloplasmic lines of Zea mays ssp. mays. Genome 40: 723-729

- --------------, ------------, l.b. Mazoti, c.a. Naranjo}}. 1997d. Variable meiotic behaviour among plants of an alloplasmic line of maize. Cytologia (Japón) 62: 271-274

- a.m. Chiavarino, m. Rosato, c.a. Naranjo, j. Cámara Hernández, lidia Poggio. 1995. B chromosome polymorphism in N. Argentine populations of maize. Maize Genet. Coop. News Lett. 69: 94

- c.a. Naranjo, lidia Poggio, m. Molina, e. Bernatené. 1994. Increase in multivalent frequency in F1 hybrids of Zea diploperennis x Z. perennis by colchicine treatment. Hereditas 120: 241-244

- c.m. Tito, lidia Poggio, c.a. Naranjo. 1991. Cytogenetic studies in the genus Zea. 3. DNA content and heterochromatin in species and hybrids. Theor. Appl. Genet. 83: 58-64

- c.a. Naranjo, m.c. Molina, lidia Poggio. 1990. Evidencias de un número básico X=5 en el género Zea y su importancia en estudios del origen del maíz. Acad. Nac.Ciencias Exactas Fis. Nat. Monografía 5: 43-53

- lidia Poggio, c.a. Naranjo, k. Jones. 1986a. The chromosomes of Orchids IX. Eulophia. Kew Bulletin 41 :45-49

- --------------, a.f. Wulff, j.h. Hunziker. 1986b. Chromosome size, nuclear volume and DNA content in Bulnesia (Zygophyllaceae). Darwiniana 27 :25-38

### Ponencias en Congresos
- maría cecilia j. Bottini, a.c. Premoli, lidia Poggio. 2006. Evidencias de endogamia en especies argentinas del género Berberis L. (Berberidaceae) de la Isla de Tierra del Fuego. IX Congreso Latinoamericano de Botánica, Santo Domingo, República Dominicana

- maría cecilia j. Bottini, a. De Bustos, n. Jouve, lidia Poggio. 2004. Diferenciación de las distintas especies patagónicas argentinas del género Berberis (Berberidaceae) a partir de marcadores moleculares AFLPs. VII Jornadas de Investigación Científica, Universidad Austral de Chile

#### Ponencias en el Congreso Argentino de Genética, de 2001,Mar del Plata
- g. González, v. Confalonieri, c.a Naranjo, lidia Poggio. 2001. Análisis FISH de las secuencias repetidas Knobs en especies del género Zea. Journal of Basic and Applied Genetics 14 : 79

- ana maría García, gustavo e. Schrauf, carlos a. Naranjo, lidia Poggio. Aportes al conocimiento del origen de Bromus pictus utilizando técnicas citogenéticas-moleculares (GISH). Journal of Basic and Applied Genetics 14 : 79-80

- m.c.j. Bottini, a. de Bustos, n. Jouve, lidia Poggio. Caracterización de poblaciones naturales patagónicas del género Berberis (Berberidaceae) a partir de marcadores AFLPs. Journal of Basic and Applied Genetics 14 : 145-146

- lidia Poggio. Contribuciòn de la citogenética clásica y molecular al estudio de la especiación híbrida en plantas. Journal of Basic and Applied Genetics 14 : 23

- s.m. Sede, e.j. Greizerstein, r. Dezi, lidia Poggio, r.h. Fortunato, lidia Poggio. Estudios cromosómicos en el complejo genérico Galactia-Camptosema (Dioeleinae, Phaseoleae, Papilionoideae, Fabaceae). Journal of Basic and Applied Genetics 14 : 80

- c. Alvino, n. O'Leary, s. Martínez, e. Greizerstein, lidia Poggio. Estudios cromosómicos en siete especies argentinas de Eryngium L. (Umbelliferae). Journal of Basic and Applied Genetics 14 : 81

- verónica viviana Lia, viviana Andrea Confalonieri, carlos alberto Naranjo, lidia Poggio. Estudios paralelos de variación clinal en razas nativas de maíz (Zea mays); frecuencia de cromosomas B y Loci microsatélites. Journal of Basic and Applied Genetics 14 : 146

- pablo Tomas, lidia Poggio, julio Giavedoni, marcelo Zabala, gustavo Schrauf. Fenología y manipulación de la reproducción para la obtención de híbridos intraespecíficos en Agropiro criollo (Elymus breviaristatus sbsp. scabrifolium). Journal of Basic and Applied Genetics 14 : 98

- m.r. Ferrari, e.j. Greizerstein, h.a. Paccapelo, c.a. Naranjo, lidia Poggio. Identificación cromosómica de Tricepiro mediante técnicas de bandeo e hibridación in situ. Journal of Basic and Applied Genetics 14 : 80-81

### Libros
- lidia Poggio. 1977. Cromosomas, contenido de adn y cromatografía de compuestos fenólicos en Bulnesia y géneros afines (Zygophyllaceae). Editor Universidad de Buenos Aires, 280 pp.

## Honores
Miembros
- Comisión científica asesora de Darwiniana[5]

### Premios
- 1995: Premio Academia Nacional de Ciencias Exactas, Físicas y Naturales “Ing. Edwald Favret” por su trayectoria en Genética vegetal

- 1989 y 1996: con sus colaboradores, premio “Dr. Francisco Sáez”, otorgado al mejor trabajo realizado en el país por la Sociedad Argentina de Genética

- 2003: Premio Konex en Genética y Citogenética